# Martín Ponce de León
Martín Ponce de León (? - Castella, 1500), conegut a Itàlia com Martino Ponzo, va ser un religiós castellà.
Va ser canonge de la catedral de Barcelona. El 26 de maig de 1493 va ser nomenat arquebisbe de Messina, a Sicília, però va continuar residint a la península Ibèrica. Fou un dels quatre inquisidors generals col·legiats nomenats en vida de Tomás de Torquemada, que per la seva avançada edat, a petició de Ferran el Catòlic, el papa Alexandre VI va publicar una butlla el 1494 nomenant a quatre inquisidors generals col·legiats, juntament amb Torquemada, i amb la mateixa potestat que ell. Sembla que dels quatre, Ponce de León va ser un dels que va utilitzar les atribucions del seu càrrec. Va morir el 1500, data documentada del seu darrer acte com a inquisidor.